# Cataratas de Sangre

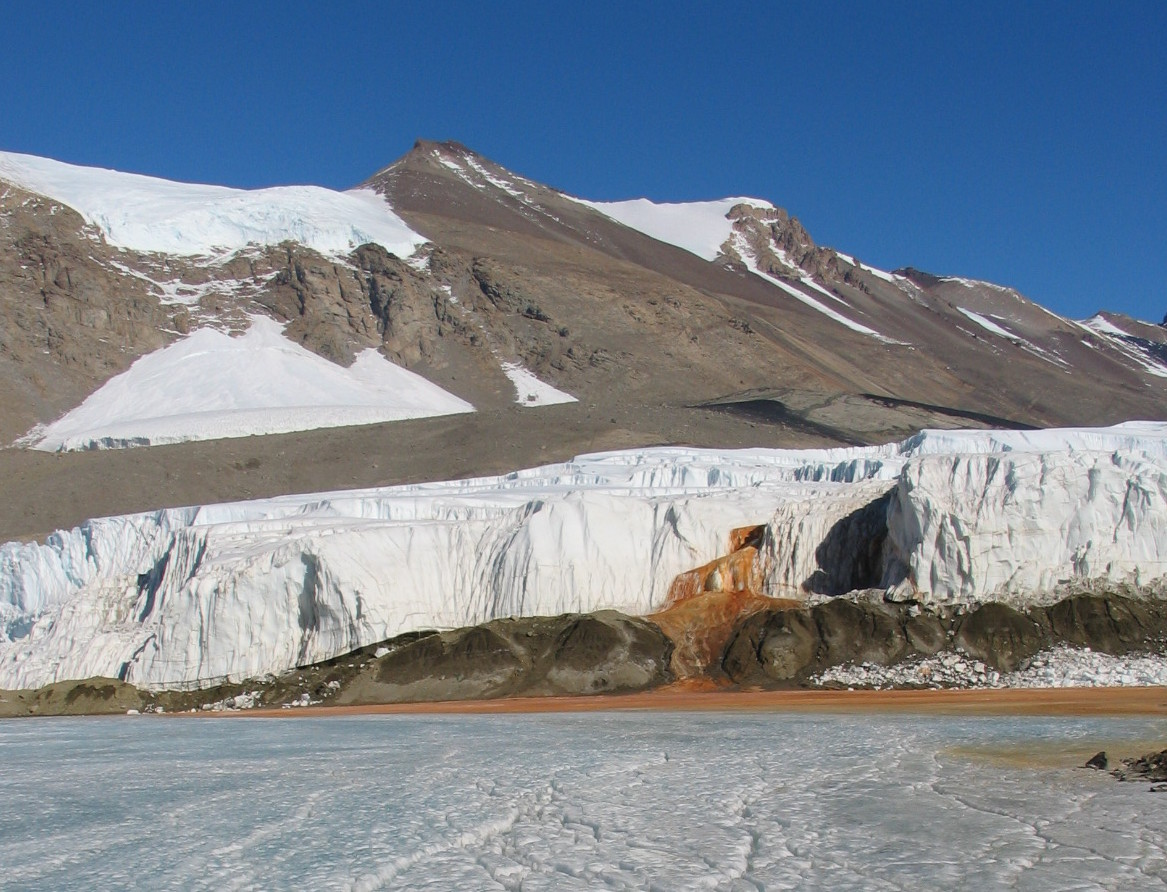
Cataratas de Sangre, 2004

Las cataratas de Sangre  es el nombre con el que se conoce un flujo de óxido de hierro situado en la Lengua glaciar,  en el valle Taylor, en Tierra de Victoria, en el este de la Antártida. Este paraje fue descubierto en por el geólogo australiano que dio nombre al valle. Los primeros exploradores de la Antártida atribuyeron el color rojo a las algas rojas, pero posteriormente se ha demostrado que este fenómeno se produce por la presencia del óxido de hierro.

## Geoquímica

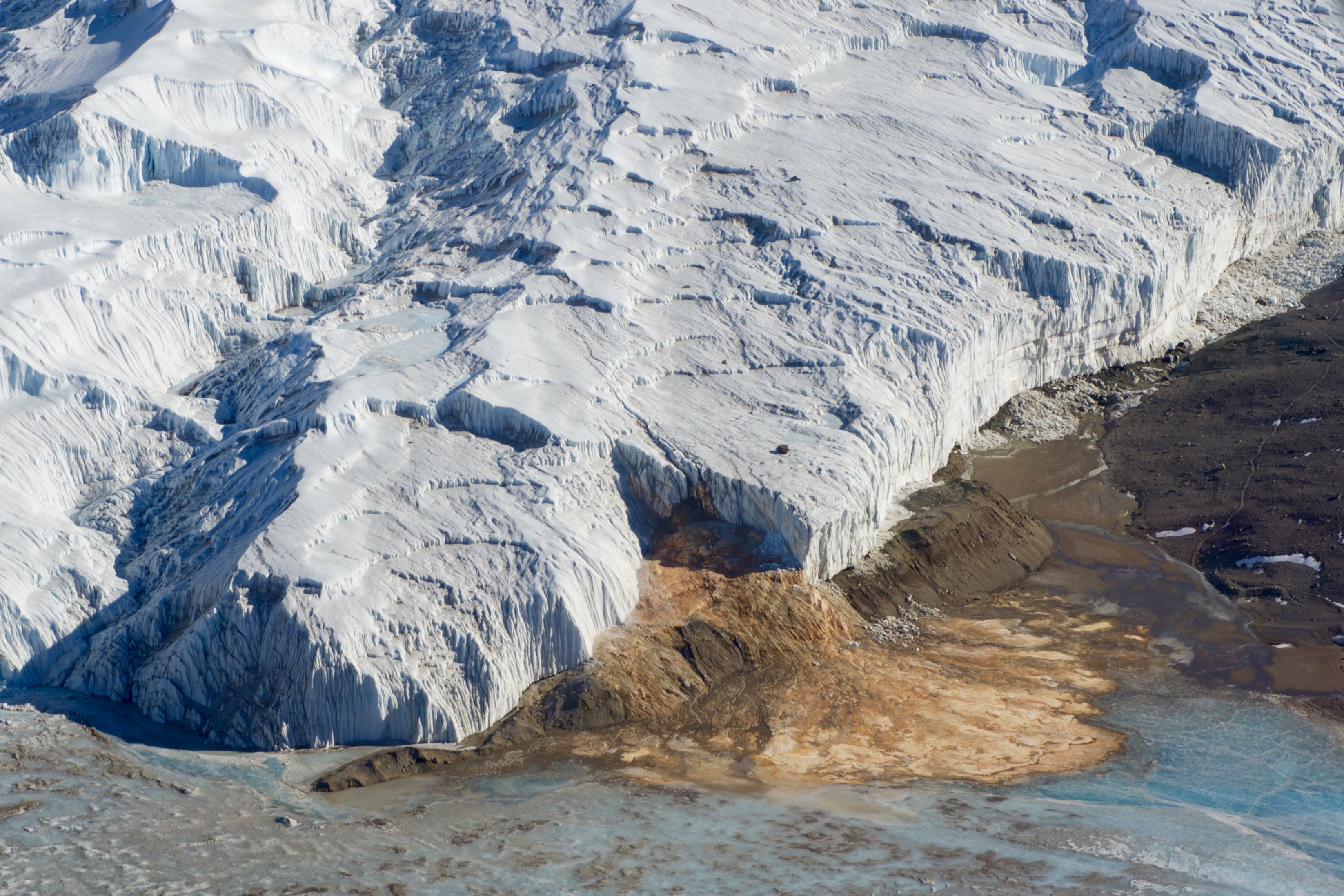
Cataratas de sangre en los valles secos de McMurdo en la Antártida.

Óxidos de hierro poco solubles se depositan a la superficie helada después de que el ion ferroso presente en el agua salada líquida se oxide al entrar en contacto con el oxígeno atmosférico. Los iones ferrosos que son más solubles provienen del Mioceno, es decir, de hace unos cinco millones de años. El glaciar Taylor no se encuentra congelado en su totalidad, y en su fondo marino cuenta con una salmuera con una concentración de sal hasta cuatro veces superior a la media de los océanos terrestres.

## Ecosistema microbiano

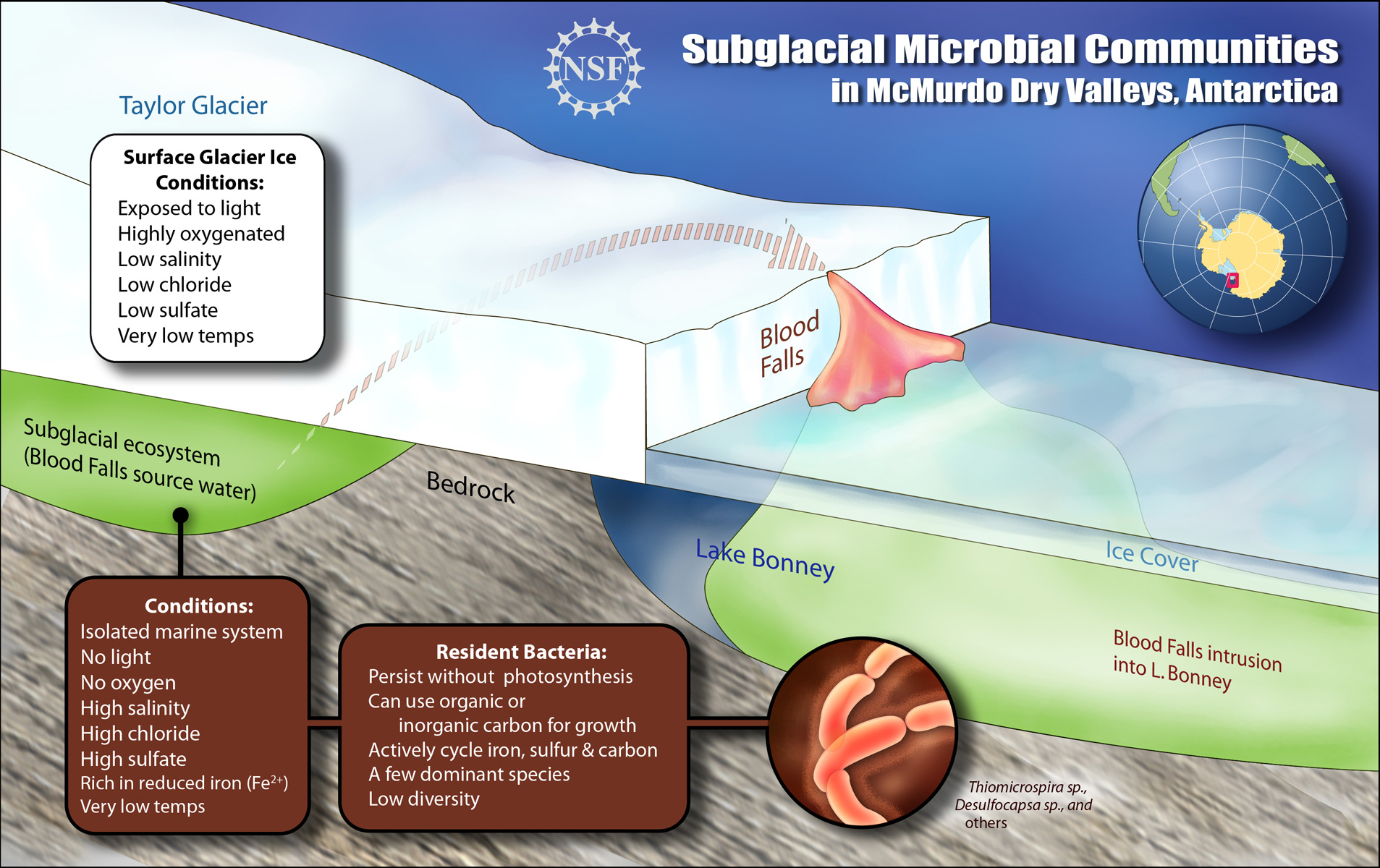
Esquema de las cataratas de Sangre realizado por la National Science Foundation, mostrando como la vida microbiana ha podido sobrevivir al frío, a la oscuridad y a la falta de oxígeno durante millones de años en la salmuera situada bajo el glaciar Taylor.

Los análisis químicos y biológicos indican que hay un extraño ecosistema subglacial de bacterias autótrofas que metaboliza iones de azufre y hierro. Según la geomicrobióloga Jill Mikucki, en las muestras de agua existen como mínimo 17 tipos diferentes de microbios, que viven prácticamente sin oxígeno. Nunca antes se había observado en la naturaleza el proceso metabólico mediante el cual los microbios utilizan un sulfato como catalizador para respirar con iones férricos y metabolizar la materia orgánica microscópica atrapada con este compuesto químico.

## Repercusiones

### Repercusiones en la teoría de la glaciación global
En la estimación del autor, el cuerpo de agua por ahora inaccesible situado bajo el glacial se formó hace 1,5 o 2 millones de años, transformándose en una especie de "cápsula temporal" que aisló a una población de antiguos microbios por una temporada lo suficientemente larga como para evolucionar de forma independiente al resto de organismos marinos similares. De esta forma, podría servir para explicar como otros microorganismos habrían sobrevivido en el pasado, con la Tierra congelada por completo, según la teoría de la glaciación global.
Así pues, los océanos cubiertos de hielo podrían haber sido el único refugio para los ecosistemas microbianos cuando la Tierra se cubrió de glaciares en latitudes tropicales durante el Eón Proterozoico, hace unos 650-700 millones de años.

### Repercusiones en la astrobiología
Este extraño lugar ofrece a los científicos una oportunidad única para estudiar la vida microbiana en condiciones extremas, sin la necesidad de realizar profundas perforaciones en la superficie polar, con el riesgo de contaminación que conlleva el introducirse en un ecosistema frágil e intacto.
El estudio de los medios extremos de la Tierra es útil para entender la gama de condiciones a las que la vida puede adaptarse, lo que supone un avance en la búsqueda de vida en el Sistema Solar, y más concretamente en Marte, Europa, la luna de Júpiter completamente cubierta de hielo, y el satélite natural criovolcánicamente activo de Saturno, Encélado. La subdivisión de la NASA, NASA Astrobiology Institute, especula con la posibilidad de que estos astros alberguen ambientes líquidos de agua subglaciales que sean propicios para el desarrollo de formas elementales de vida, ya que por su profundidad estarían más protegidos de la radiación ultravioleta y cósmica existente en la superficie.

## Zona protegida
El lugar fue designado en 2012 como Zona Antártica Especialmente Protegida ZAEP 172 Parte inferior del Glaciar Taylor y cataratas de Sangre, valle Taylor, valles secos de McMurdo, Tierra de Victoria, bajo propuesta y conservación de Estados Unidos.